# 山霞镇
山霞镇是中国福建省泉州市惠安县下辖的一个镇。

## 历史沿革
1958年，置飞跃公社并设山霞管区。1961年，属崇武公社。1974年，山霞拆出并成立山霞公社。1984年，山霞公社改为山霞乡。1992年，山霞乡改为山霞镇。

## 行政区划
山霞镇镇政府驻新街。山霞镇辖16个行政村，分别是：
山霞村、垵固村、鹰园村、前张村、新塘村、宣美村、田墘村、山腰村、后洋村、大淡村、东坑村、下坑村、青山村、埭透村、田边村、东莲村。